# Heritage
Heritage je deseti studijski album švedskog progresivnog metal sastava Opeth. Diskografska kuća Roadrunner Records objavila ga je 14. rujna 2011. godine. Bio je snimljen početkom 2011. u studiju Atlantis/Metronome Studios u Stockholmu, producent mu je bio Mikael Åkerfeldt, inženjer zvuka Janne Hansson, a miksao ga je Steven Wilson. U glazbenom smislu pripada progresivnom rocku, žanru kojem se grupa dugo željela posvetiti. Predstavlja veliki zaokret od elemenata progresivnog i death metala prisutnih na prethodnim uradcima.
Kritički i komercijalno uspješan, album je u prvom tjednu objave u SAD-u bio prodan u 19.000 primjeraka i našao se na 19. mjestu ljestvice Billboard 200. Bio je to prvi album od Damnationa iz 2003. godine na kojem se ne pojavljuju tipični Åkerfeldtovi growlovi.

## Pozadina
U priopćenju za tisak posvećenom koncertnom albumu In Live Concert at the Royal Albert Hall koje se održalo u rujnu 2010. godine Mikael Åkerfeldt rekao je časopisu Classic Rock da je konačno počeo skladati glazbu za novi Opethov album. Dana 31. siječnja 2011. Opeth je otišao u studio Atlantis/Metronome Studios u Stockholmu kako bi ondje snimio uradak; Janne Hansson bio je inženjer zvuka, dok je Steven Wilson miksao uradak. Do kraja ožujka miks je bio dovršen, no Per Wiberg napustio je skupinu idući mjesec nakon dogovora s njezinim članovima. Dana 25. svibnja bilo je potvrđeno da će ime albuma biti Heritage. Opeth je 26. srpnja na web-stranici Stereogum objavio prvi singl s uratka, "The Devil's Orchard". Album je 11. rujna bio dostupan za direktno slušanje na web-stranici NPR Music. Glazbeni spot za "The Devil's Orchard" bio je objavljen 23. rujna.

## Naslovnica
Naslovnica za Heritage bila je objavljena početkom lipnja 2011. godine, a izradio ju je dugogodišnji suradnik sastava, Travis Smith. U intervjuu s Face Cultureom Åkerfeldt je izjavio da je album vrlo simboličan. Drvo, koje podsjeća na drvo života, prikazuje grupu kako cvjeta u sadašnjosti, dok njegovo korijenje koje "se spušta u pakao" prikazuje njezinu death metal prošlost. Lica na drvetu pripadaju tadašnjim članovima skupine, dok ono koje pada na tlo pripada Peru Wilbergu, klavijaturistu koji ju je napustio 2011. godine. Lubanje pod drvetom također prikazuju prijašnje članove. Goruće kazalište u daljini predstavlja propast civilizacije.

## Glazbeni stil
Åkerfeldt je otvoreno objasnio zašto je sastav odlučio prigrliti progresivni rock i odvojiti se od stila kojim se bavio većim dijelom svoje karijere:
U priopćenju za tisak Mikael Åkerfeldt komentirao je da se osjeća kao da se pripremao na skladanje tog albuma od svoje 19. godine života. U recenziji za web-stranicu AllMusic Thom Jurek nazvao je Heritage najavanturističkijim uratkom sastava, dok je za skladbe rekao da su "natopljene instrumentalnim interludijima, sadrže zamršene prijelaze između akorda i tonaliteta, promjenjive taktove, čiste vokale i klavijaturističku instrumentaciju u koju ulaze mellotroni, Rhodes klaviri i Hammond orgulje".
Izvorno su prve dvije skladbe koje je Åkerfeldt napisao za Heritage stilski bile slične Watershedu. Nakon što je prvi put čuo te pjesme, Martín Méndez rekao je Åkerfeldtu da će biti razočaran bude li ostatak albuma takav. Shvativši da ni Méndez nije želio snimiti još jedan konvencionalni Opethov album, Åkerfeldt je odahnuo, odbacio te dvije pjesme i ponovo počeo skladati. Kad je skladao ono što će postati "The Lines in My Hand", odlučio je snimiti cijeli novi album koji će se odlikovati potpuno novim glazbenim stilom. Nadahnut radom Chrisa Dangerousa iz The Hivesa Åkerfeldt je u "The Lines in My Hand" uvrstio bubnjarski ritam iz nepoznate pjesme navedenog umjetnika.
Heritage je bio nadahnut mnogim glazbenicima, među kojima su Alice Cooper i Magma. Naslovnu skladbu nadahnuli su rad švedskoga klavirista Jana Johanssona i švedska narodna glazba. "Slither" je posvećen Ronnieju Jamesu Diu, koji je preminuo dok je grupa skladala album.

## Trilogija
Steven Wilson komentirao je da je Heritage prvi dio trilogije, a da ostala dva dijela čine njegov samostalni album Grace for Drowning i istoimeni uradak grupe Storm Corrosion. Sva su tri albuma bila objavljena između 2011. i 2012. godine.

## Popis pjesama
Tekstovi i glazba: Mikael Åkerfeldt. 
| 1.    | »Heritage« (instrumental)            | 2:05 |
| 2.    | »The Devil's Orchard«                | 6:40 |
| 3.    | »I Feel the Dark«                    | 6:40 |
| 4.    | »Slither«                            | 4:03 |
| 5.    | »Nepenthe«                           | 5:40 |
| 6.    | »Häxprocess«                         | 6:57 |
| 7.    | »Famine«                             | 8:32 |
| 8.    | »The Lines in My Hand«               | 3:49 |
| 9.    | »Folklore«                           | 8:19 |
| 10.   | »Marrow of the Earth« (instrumental) | 4:19 |
| 57:04 |                                      |      |

| Bonus skladbe s DVD-a objavljenog na digipak inačici | Bonus skladbe s DVD-a objavljenog na digipak inačici | Bonus skladbe s DVD-a objavljenog na digipak inačici | Bonus skladbe s DVD-a objavljenog na digipak inačici | Bonus skladbe s DVD-a objavljenog na digipak inačici | Bonus skladbe s DVD-a objavljenog na digipak inačici | Bonus skladbe s DVD-a objavljenog na digipak inačici | Bonus skladbe s DVD-a objavljenog na digipak inačici | Bonus skladbe s DVD-a objavljenog na digipak inačici | Bonus skladbe s DVD-a objavljenog na digipak inačici |
| Br.                                                  | Skladba                                              | Skladatelj                                           | Trajanje                                             |                                                      |                                                      |                                                      |                                                      |                                                      |                                                      |
| ---------------------------------------------------- | ---------------------------------------------------- | ---------------------------------------------------- | ---------------------------------------------------- | ---------------------------------------------------- | ---------------------------------------------------- | ---------------------------------------------------- | ---------------------------------------------------- | ---------------------------------------------------- | ---------------------------------------------------- |
| 11.                                                  | »Pyre«                                               | Åkerfeldt, Fredrik Åkesson                           | 5:32                                                 |                                                      |                                                      |                                                      |                                                      |                                                      |                                                      |
| 12.                                                  | »Face in the Snow«                                   | Åkerfeldt                                            | 4:05                                                 |                                                      |                                                      |                                                      |                                                      |                                                      |                                                      |
| 9:38                                                 |                                                      |                                                      |                                                      |                                                      |                                                      |                                                      |                                                      |                                                      |                                                      |

## Recenzije
Heritage je dobio uglavnom pozitivne kritike. Na web-stranici Metacritic (na kojoj se u obzir uzimaju ocjene različitih kritičara i nakon toga prikazuje njihov prosjek), prema ocjenama 15 recenzenata, album je dobio 71 bod od 100, što označava "uglavnom pozitivne kritike". Mnogi su kritičari pohvalili hrabrost albuma; Thom Jurek iz AllMusica napisao je: "Sviđao vam se ili ne, Heritage, usprkos svojim pretjeranostima – i odličnoj smišljenosti i izvedbi – odvažan je uradak".
Dom Lawson iz The Guardiana pohvalio je novi glazbeni stil sastava izjavivši: "Deseti album tih Šveđana, Heritage, hrabar je, melankoličan i često prekrasan heavy rock uradak koji se diči toplim, analognim tonovima i sjajnim mellotronima koji su označili 1970-te prije pojave punka, ali jednako tako prikazuje opčaranost novim idejama". Neki su kritičari otišli tako daleko da su ga nazvali i jednim od najboljih albuma skupine. U pozitivnoj recenziji za PopMatters Brice Ezell upozorio je da se album treba poslušati više puta: "Heritage nije album koji će vas raspametiti odmah nakon što ga prvi put poslušate; njegova složenost zahtijeva višekratna preslušavanja". Uradak je osvojio nekoliko nagrada glazbenih publikacija i bio je nominiran za album godine u Progu, jednom od inačica časopisa Classic Rock.
Autori podijeljenih recenzija albuma usredotočili su se na promjenu u glazbenom stilu u usporedbi s prethodnim Opethovim uradcima. Časopis Uncut napisao je: "Na Heritageu se otarasuje gotovo svega žestokog". Slično je napisao i časopis Kerrang!: "To je album koji je na svoj način uspješan, ali doista označava završetak Opetha kao metal skupine, što će biti naš gubitak". U negativnoj recenziji za Drowned in Sound Patrick Smith izjavio je: "Åkerfeldta bi trebalo pohvaliti zbog toga što se oslobodio iz žanra koji se često ponavlja – nema ničeg pogrešnog u radikalnoj promjeni. Ali taj odmak nije trebao biti toliko nenadahnut".
Mnogi Opethovi obožavatelji nisu rado prihvatili naglu promjenu u stilu.
U jednom se intervjuu Mikael Åkerfeldt prisjetio vremena kad ga je netko nakon koncerta želio istući jer više nije skladao death metal pjesme.

## Promidžbena turneja
Opeth je otišao na promidžbenu turneju za Heritage u rujnu 2011. godine te je u Sjevernoj Americi nastupao s Katatoniom. U studenom je otišao na europsku turneju s Pain of Salvationom. U travnju 2012. vratio se u Sjevernu Ameriku te je ondje s Mastodonom bio jedan od glavnih izvođača na turneji "Heritage Hunter Tour", dok je tim dvama skupinama na spomenutoj turneji predgrupa bio Ghost. Opeth i Mastodon poimence su bili glavni izvođači na posebnim lokacijama.

## Zasluge
Opeth
- Per Wiberg – klavijature, Hammond orgulje, klavir, Fender Rhodes
- Mikael Åkerfeldt – vokali, gitara, mellotron, klavir, efekti, produkcija, inženjer zvuka, miksanje, mastering
- Martín Méndez – bas-gitara
- Martin Axenrot – bubnjevi, udaraljke
- Fredrik Åkesson – gitara

Gostujući glazbenici
- Alex Acuña – udaraljke (na skladbi "Famine")
- Björn J:son Lindh – flauta (na skladbi "Famine")
- Joakim Svalberg – klavir (na skladbi "Heritage")
- Charlie Dodd – efekti (na skladbi "Häxprocess")

Ostalo osoblje
- Jens Bogren – inženjer zvuka
- Janne Hansson – inženjer zvuka
- Steven Wilson – miksanje, mastering
- Peter Mew – mastering
- Travis Smith – naslovnica
- Sandra Artigas – fotografija